# Braula
Braula is een geslacht van insecten uit de familie van de bijenluizen (Braulidae), die tot de orde tweevleugeligen (Diptera) behoort.

## Soorten
- B. coeca

Bijenluisvlieg Nitzsch, 1818
- B. orientalis Orosi Pal, 1963
- B. schmitzi Orosi Pal, 1939